# Hendrik van Lijfland
Hendrik van Lijfland (Maagdenburg, 1187-1259) was een Duits priester, missionaris en historicus die een belangrijke rol speelde in de Noordelijke Kruistochten.
Hendrik werd in 1208 tot priester gewijd en leidde een vreedzaam leven, verbonden aan het huishouden van Prins-bisschop Albert van Buxhoeveden. Zijn meest opmerkelijke bijdrage is de Kroniek van Hendrik van Lijfland, geschreven rond 1229. Deze kroniek beschrijft de kerstening van gebieden die nu deel uitmaken van Estland en Letland tijdens de Noordelijke Kruistochten. Hendriks geschriften benadrukken het belang van de geschiedenis van de kerk in Lijfland.
Hendrik diende als tolk voor de pauselijke legaat, Willem van Modena, tussen 1225 en 1227, tijdens een kerkelijk geschil tussen de Orde van de Zwaardbroeders en de katholieke bisschoppen van Lijfland. Hij wordt vermeld als priester in documenten uit 1231 en 1259. Hendrik stierf na 1259 in Papendorf, in het tegenwoordige Jēkabpils novads, op minstens 72-jarige leeftijd. Zijn nalatenschap omvat een diepgaand inzicht in de geschiedenis van Lijfland tijdens de kruistochten.